# Trophée des champions 1999
Navigation
Tours 1998 Montbéliard 2000
L'édition 1999 du Trophée des champions est la 23e édition du Trophée des champions. Le match oppose le Football Club des Girondins de Bordeaux, champion de France 1998-1999 au Football Club de Nantes, vainqueur de la Coupe de France 1998-1999. 
Le match arbitré par Stéphane Bré se déroule le 24 juillet 1999 au Stade de la Licorne à Amiens, qui est inauguré à cette occasion. Les Nantais s'imposent sur le score de 1 à 0 grâce à un but d'Olivier Monterrubio à la cinquante-septième minute, s'adjugeant ainsi leur premier Trophée des champions.
La compétition bénéficie d'un contrat de naming avec le constructeur automobile Peugeot.

## Feuille de match
Les règles du match sont les suivantes : la durée de la rencontre est de 90 minutes. S'il y a toujours match nul, une séance de tirs au but est réalisée. Trois remplacements sont autorisés pour chaque équipe.
| Titulaires : |  |
| |  |
| 16 Ulrich Ramé · 14 François Grenet · 24 Hervé Alicarte 58e · 21 Kodjo Afanou · 5 Jérôme Bonnissel · 6 Jean-Christophe Rouvière 73e · 7 Michel Pavon 77e · 10 Stéphane Ziani · 8 Johan Micoud · 9 Lilian Laslandes · 11 Sylvain Wiltord · |  |
| Remplaçants : |  |
| 1 Teddy Richert · 4 Niša Saveljić · 18 Lassina Diabaté · 20 Laurent Batlles · 27 Pascal Feindouno 73e · |  |
| Entraîneur : |  |
| Élie Baup |  |

| Titulaires : |  |
| |  |
| 1 Mickaël Landreau · 19 Jean-Marc Chanelet · 2 Néstor Fabbri · 15 Nicolas Savinaud · 6 Salomon Olembe · 12 Sébastien Piocelle · 9 Éric Carrière · 20 Charles Devineau 73e · 10 Antoine Sibierski · 8 Frédéric Da Rocha · 18 Olivier Monterrubio 77e · |  |
| Remplaçants : |  |
| 16 Willy Grondin · 14 Mehdi Leroy 73e · 21 Pascal Delhommeau · 25 Patrick Suffo 77e · 28 Hassan Ahamada · |  |
| Entraîneur : |  |
| Raynald Denoueix |  |

| Titulaires : |  |
| |  |
| 16 Ulrich Ramé · 14 François Grenet · 24 Hervé Alicarte 58e · 21 Kodjo Afanou · 5 Jérôme Bonnissel · 6 Jean-Christophe Rouvière 73e · 7 Michel Pavon 77e · 10 Stéphane Ziani · 8 Johan Micoud · 9 Lilian Laslandes · 11 Sylvain Wiltord · |  |
| Remplaçants : |  |
| 1 Teddy Richert · 4 Niša Saveljić · 18 Lassina Diabaté · 20 Laurent Batlles · 27 Pascal Feindouno 73e · |  |
| Entraîneur : |  |
| Élie Baup |  |

| Titulaires : |  |
| |  |
| 1 Mickaël Landreau · 19 Jean-Marc Chanelet · 2 Néstor Fabbri · 15 Nicolas Savinaud · 6 Salomon Olembe · 12 Sébastien Piocelle · 9 Éric Carrière · 20 Charles Devineau 73e · 10 Antoine Sibierski · 8 Frédéric Da Rocha · 18 Olivier Monterrubio 77e · |  |
| Remplaçants : |  |
| 16 Willy Grondin · 14 Mehdi Leroy 73e · 21 Pascal Delhommeau · 25 Patrick Suffo 77e · 28 Hassan Ahamada · |  |
| Entraîneur : |  |
| Raynald Denoueix |  |